# Осечна (гмина, Старогардский повет)
Осечна (пол. Osieczna) — сельская гмина (волость) в Польше, входит как административная единица в Старогардский повет, Поморское воеводство. Население — 2756 человек (на 2004 год).

## Демография
| Перепись                       | Всего   | Всего | Женщины | Женщины | Мужчины | Мужчины |
| ------------------------------ | ------- | ----- | ------- | ------- | ------- | ------- |
| Единицы                        | человек | %     | человек | %       | человек | %       |
| Население                      | 2756    | 100   | 1371    | 49,7    | 1385    | 50,3    |
| Плотность населения (чел./км²) | 22,4    | 22,4  | 11,1    | 11,1    | 11,2    | 11,2    |

## Соседние гмины
1. Чарна-Вода
2. Гмина Черск
3. Гмина Калиска
4. Гмина Любихово
5. Гмина Осек
6. Гмина Сливице